# Stróżewko (Mazovie)
Pour les articles homonymes, voir Stróżewko.
Stróżewko (prononciation : [struˈʐɛfkɔ]) est un village polonais de la gmina de Radzanowo dans le powiat de Płock de la voïvodie de Mazovie dans le centre-est de la Pologne.
Le village compte approximativement une population de 200 habitants en 2006.

## Histoire
De 1975 à 1998, le village appartenait administrativement à la voïvodie de Płock.